# Capnodis indica
Capnodis indica es una especie de escarabajo del género Capnodis, familia Buprestidae. Fue descrita científicamente por Thomson en 1879.